# Brittiska F3-mästerskapet 2004
Brittiska F3-mästerskapet 2004 var ett race som kördes över 24 omgångar.

## Delsegrare
| Bana           | Vinnare         | Vinnare         |
| -------------- | --------------- | --------------- |
| Donington Park | Adam Carroll    | Clivio Piccione |
| Silverstone    | James Rossiter  | Nelsinho Piquet |
| Croft          | Danilo Dirani   | Danilo Dirani   |
| Knockhill      | Ernesto Viso    | James Rossiter  |
| Snetterton     | Nelsinho Piquet | Adam Carroll    |
| Castle Combe   | Danny Watts     | Álvaro Parente  |
| Donington Park | Adam Carroll    | Clivio Piccione |
| Oulton Park    | Nelsinho Piquet | Nelsinho Piquet |
| Silverstone    | Nelsinho Piquet | Marcus Marshall |
| Thruxton       | Lucas Di Grassi | Lucas Di Grassi |
| Spa            | Adam Carroll    | Adam Carroll    |
| Brands Hatch   | James Rossiter  | Nelsinho Piquet |

## Slutställning
| Plats | Förare          | Poäng |
| ----- | --------------- | ----- |
| 1     | Nelsinho Piquet | 282   |
| 2     | Adam Carroll    | 233   |
| 3     | James Rossiter  | 228   |
| 4     | Clivio Piccione | 161   |
| 5     | Danilo Dirani   | 146   |
| 6     | Danny Watts     | 139   |
| 7     | Álvaro Parente  | 137   |
| 8     | Lucas Di Grassi | 130   |
| 9     | Will Power      | 111   |
| 10    | Marko Asmer     | 87    |